# Tetrapodi
Tetrapodi, kopneni kičmenjaci ili četvoronošci (lat. Tetrapoda) u biološkoj sistematici obuhvataju sve kičmenjake koji imaju četiri (grč. tetra) noge ili uda (grč. podes). U ovu grupu se ubrajaju vodozemci i amniote: gmizavci, ptice i sisari. Četiri noge mogle su se tokom evolucije sekundarno ponovo izgubiti, kao što je to slučaj sa zmijama, ili su se prednje noge preoblikovale u peraje (kitovi), krila (ptice, šišmiši) ili ruke. Danas ovu grupa obuhvata 26.700 vrsta. To je dominantna grupa u svim ekosistemima, a s pticama i šišmišima, osvojili su i vazduh. Neke vrste kopnenih kičmenjaka ponovo su se delom (perajari, pingvini) ili potpuno (kitovi, morske krave) vratili životu u vodi.
Tetrapodi su evoluirali od mesoperki pre oko 395 miliona godina, za vreme perioda devona. Tačni vodeni preci tetrapoda, kao i proces kojim je došlo do kolonizacije kopna, nisu sigurno određeni i još uvek postoje polja aktivnog istraživanja i diskusije među paleontolozima o tim temama.
Iako je većina današnjih vrsta kopnena, postoji samo mali broj dokaza koji pružaju podršku stavu da se i jedan od najranijih tetrapoda mogao kretati na kopnu, budući da im udovi nisu mogli podići telo s tla, a pronađeni tragovi ne ukazuju na to da su ga vukli po tlu. Tragove su po svoj prilici ostavile životinje koje su hodale po dnu plitkih vodenih površina. Vodozemci su danas generalno još uvek vodozemni, te provedu prvi stadijum života kao riboliki punoglavci. Nekoliko grupa tetrapoda, kao što su zmije i kitovi, izgubili su udove. Osim toga, mnogi su se tetrapodi vratili delomičnom ili potpunom životu u vodi (u moderne primere spadaju kitovi i morske krave). Moguće je da se prvi povratak na život u vodi dogodio čak za vreme perioda krede, dok su se noviji pojavili u kenozoiku u vodu kitova, perajara, i nekolicine modernih vodozemaca.
Promena sa telesnog plana stvorenog za disanje i kretanje u vodi na telesni plan koji životinji omogućava kretanje na kopnu jedna je od najdubljih poznatih evolutivnih promena. Takođe je jedna od najbolje istraženih, većinski zahvaljujući velikom broju značajnih prelaznih fosila otkrivenih u kasnom 20. veku, kao i usavršenoj filogenetičkoj analizi.
Bitno je napomenuti da, uprkos činjenice da većinu tetrapoda čine četvoronošci, ta dva pojma ne nose isto značenje. Četvoronošci su generalna kategorija u koju spada bilo koja životinja koja hoda na četiri noge, bila ona tetrapod ili ne. Tetrapodi su taksonomska kategorija koja obuhvata razrede vodozemaca, gmizavaca, ptica i sisara, čiji se pripadnici mogu, ali ne moraju kretati na četiri noge.

## Biodiverzitet
U tetrapode spadaju tri razreda: vodozemci, gmazovi, sisari i ptice. Sveukupni biodiverzitet podrazreda Lissamphibia, kao i tetrapoda generalno, s vremenom se eksponencijalno povećavao; više od 30 000 vrsta koje danas žive potekle su od samo jedne grupe vodozemaca iz ranog do srednjeg devona. Međutim, taj proces diversifikacije prekinut je barem nekoliko puta velikim biološkim krizama, kao što je permsko-trijasko izumiranje, koje su, u najblažem slučaju, barem imale uticaj na amniote. Celokupni sastav biodiverziteta u paleozoiku predvodili su vodozemci, u mezozoiku su dominirali gmizavci, nakon čega je u kenozoiku došlo do eksplozivnog povećanja broja vrsta ptica i sisara. Kako je biodiverzitet rastao, tako se proširivao i broj niša koje su tetrapodi zauzimali. Prvi tetrapodi bili su vodeni i pretežno su se hranili ribama. Zemlja danas održava veliki diverzitet tetrapoda koji žive u mnogim staništima i imaju raznoliku ishranu.

## Evolucija

### Poreklo
Tetrapodi su evoluirali od ranih košljoriba (Osteichthyes) koje su živele u slatkovodnim i bočatim staništima na početku perioda devona. Te ribe imale su mnoge osobine zajedničke sa svojim hrskavičavim precima, ali takođe i bitne razlike, najviše u pogledu ribljeg mehura/pluća, osobine koju morski psi i raže nisu posedovali.
Pluće/riblji mehur nastalo je kao izraštaj stomaka, formirajući mehur ispunjen gasom iznad probavnog sistema. Primarna funkcija tog organa u njegovoj primitivnoj formi još uvek nije sigurno utvrđena. Verovatno su ga koristili kao pluće za udisanje vazduha, ali mogao je imati ulogu u plovnosti. Moguće je da su u pitanju bile obe funkcije.
Smatra se da su mesnate peraje podržane kostima nasledna osobina svih košljoriba (Osteichthyes). Preci zrakoperki (Actinopterygii) evoluirali su svoja peraja u drukčijem smeru i razvili mehur sa isključivom svrhom kontrolisanja plovnosti. Tetrapodomorfni preci tetrapoda zadržali su mehur sličan plućnomm krilu i dalje razvili svoja mesnata peraja. Ona su imala kosti koje odgovaraju ramenoj, lakatnoj i palčanoj kosti na prednjim udovima i bedrenoj, koleničnoj i lisnoj kosti na zadnjim udovima.
Iako su tetrapodomorfi većinom bili ribe otvorenih voda, jedna grupa, Elpistostegalia, prilagodila se životu u plićaku. Oni su razvili horizontalno ravna tela za kretanje u plitkim vodama, a ramena i zdelična peraja preuzela su ulogu glavnih organa za kretanje. Budući da bi plićaci povremeno bili pogođeni nedostatkom kiseonika, sposobnost udisanja atmosferskog vazduha pomoću ribljeg mehura postala je jako bitna.
Prvi tetrapodi verovatno su krajem devona evoluirali od tetrapodomorfnih riba koje su nastanjivale plitka vodena staništa.

## Literatura
- Laurin, M. (2010). How Vertebrates Left the Water. Berkeley, California, USA.: University of California Press. ISBN 978-0-520-26647-6.

- Long JA, Young GC, Holland T, Senden TJ, Fitzgerald EM (2006). „An exceptional Devonian fish from Australia sheds light on tetrapod origins”. Nature. 444 (7116): 199—202. Bibcode:2006Natur.444..199L. PMID 17051154. doi:10.1038/nature05243.
- Benton, Michael (5. 2. 2009). Vertebrate Palaeontology (3 изд.). John Wiley & Sons. стр. 1. ISBN 978-1-4051-4449-0. Приступљено 10. 6. 2015.
- Clack, J.A. (2012). Gaining ground: the origin and evolution of tetrapods (2nd изд.). Bloomington, Indiana, USA.: Indiana University Press. ISBN 9780253356758.
- Laurin, Michel (2010). How Vertebrates Left the Water. University of California Press. ISBN 978-0-520-26647-6. Приступљено 26. 5. 2015.
- McGhee, George R., Jr. (2013). When the Invasion of Land Failed: The Legacy of the Devonian Extinctions. Columbia University Press. ISBN 978-0-231-16057-5. Приступљено 2. 5. 2015.
- Steyer, Sebastien (2012). Earth Before the Dinosaurs. Indiana University Press. стр. 59. ISBN 978-0-253-22380-7. Приступљено 1. 6. 2015.
- Clack, Jennifer A. (2009). „The Fin to Limb Transition: New Data, Interpretations, and Hypotheses from Paleontology and Developmental Biology”. Annual Review of Earth and Planetary Sciences. 37 (1): 163—179. Bibcode:2009AREPS..37..163C. doi:10.1146/annurev.earth.36.031207.124146.
- Hall, Brian K., ур. (2007). Fins Into Limbs: Evolution, Development, and Transformation. Chicago: University of Chicago Press. ISBN 978-0-226-31340-5.
- Benton, Michael (2005). Vertebrate Palaeontology (3rd изд.). Blackwell Publishing.

## Spoljašnje veze
- Michel Laurin: Terrestrial Vertebrates The Tree of Life Web Project Архивирано на веб-сајту  (1. март 2011)
- Jennifer A. Clack: The Definition of the Taxon Tetrapoda The Tree of Life Web Project Архивирано на веб-сајту  (18. април 2009)
- Michel Laurin, Marc Girondot and Armand de Ricqlès: Early Tetrapod evolution, PDF
- Marcello Ruta,, Jonathan E. Jeffery, Michael I. Coates: A supertree of early tetrapods. PDF[мртва веза]
- What's a "Tetrapod"? Palaeos.com
- Introduction to the Tetrapoda University of California Museum of Paleontology
- Getting a Leg Up on Land Scientific America
- Devonian Times
- Fische auf dem Trocknen („Ribe na suvom”)